# 杨孚
杨孚（？—？），字孝元，南海郡番禺（今广州市海珠区）人。
早年致力攻读经史，东汉章帝（76-88）时，参加朝廷的“贤良对策”，获授为议郎。汉和帝时，杨孚反对穷兵黩武，主张文治；反对贪污，主张廉政，反对破坏儒家的丧礼，主张“三年通丧”。汉和帝曾采纳其“孝治天下”的建议，下诏恢复旧礼，命令“臣民均行三年通丧”。学术方面也颇有成就，著有《异物志》，是中国第一部地区的物产专著，记载了当时岭南物产及风俗。晚年从河南洛阳退休回乡定居，相传其移种到宅前的松树在冬天竟有积雪，百姓认为是其品行感动了上天，尊称他为“南雪先生”，把他的居住地称为“河南”，并沿用至今。现时新港路下渡村有一口杨孚井，纯阳观内有杨孚祠。
相传杨孚曾任“临海太守”，著《临海水土志》。经考证，源自唐代徐坚《初学记》谓杨孚著有《临海水土志》。然浙江临海设郡于三国吴太平二年（257年），已是在杨孚身后百余年的事，如何出任太守？所谓杨孚曾任“临海太守”，“著《临海水土志》”之说，乃是误将东吴沈莹所著的《临海水土异物志》张冠李戴，以讹传讹。